# Zeeuwse en Vlaamse schuurgroep
Deze boerderijtypes komen voor in de provincie Zeeland, in het westen van Brabant en op de Zuid-Hollandse eilanden. De boerderijen in deze gebieden zijn onder te verdelen in twee groepen, dit zijn de Zeeuwse schuurtypen en de Vlaamse schuurtypen. De Schouwse stolp wordt sinds recent onderzoek door Piet van Cruyningen en anderen tot de stolpboerderijen gerekend.
De boerderijen in dit gebied werden vaak tegen de schuur aan gebouwd, maar het was wel een zelfstandig gebouw, later werden de woningen ook los van de woning gebouwd. De boerderijen zijn tevens te herkennen aan de enorme grote en hoge schuren.
- Zeeuwse schuurtype

Deze boerderijen komen voor in de gehele provincie Zeeland. De schuren hebben allen een dwarsdeel met deeldeuren in de zijgevel.
- Vlaamse schuurtype

Dit type komt alleen voor in het westen van Brabant. Deze boerderijen hebben een bedrijfsruimte met een langsdeel in plaats van een dwarsdeel, en hebben de deeldeuren in de voor- en achtergevel.
In de Scheldepolders bij Antwerpen komen beide typen voor, die wel als polderschuren worden gekenschetst.